# 栉鳞须鳎
櫛鱗鬚鰨（学名：Paraplagusia guttata），又名櫛鱗鬚鰨、牛舌、龍舌、扁魚、皇帝魚，为輻鰭魚綱鰈形目鰨亞目舌鰨科鬚鰨屬下的一个种，為熱帶海水魚，分布於西太平洋中國至澳洲海域，體長可達21公分，棲息在底層水域，生活習性不明。
其种加词“guttata”意为“点状纹样的”。